# Buranpur, Bijapur
Buranpur là một làng thuộc tehsil Bijapur, huyện Bijapur, bang Karnataka, Ấn Độ.